# Hergé
Georges Prosper Remi (Etterbeek, 22 de mayo de 1907-Woluwe-Saint-Lambert, 3 de marzo de 1983) fue un historietista belga, conocido por el seudónimo artístico Hergé (/ɛʁʒe/), por ser esa la pronunciación en francés de sus iniciales en orden invertido (R.G. —Remi + Georges—).
Hergé fue el creador de Las aventuras de Tintín en 1929, que todavía hoy siguen ejerciendo una importante influencia en el mundo de la historieta, particularmente en Europa. Además de esta serie, Hergé creó otras con diferentes personajes, entre las que cabe señalar Las aventuras de Jo, Zette y Jocko y Quique y Flupi.

## Infancia e inicios

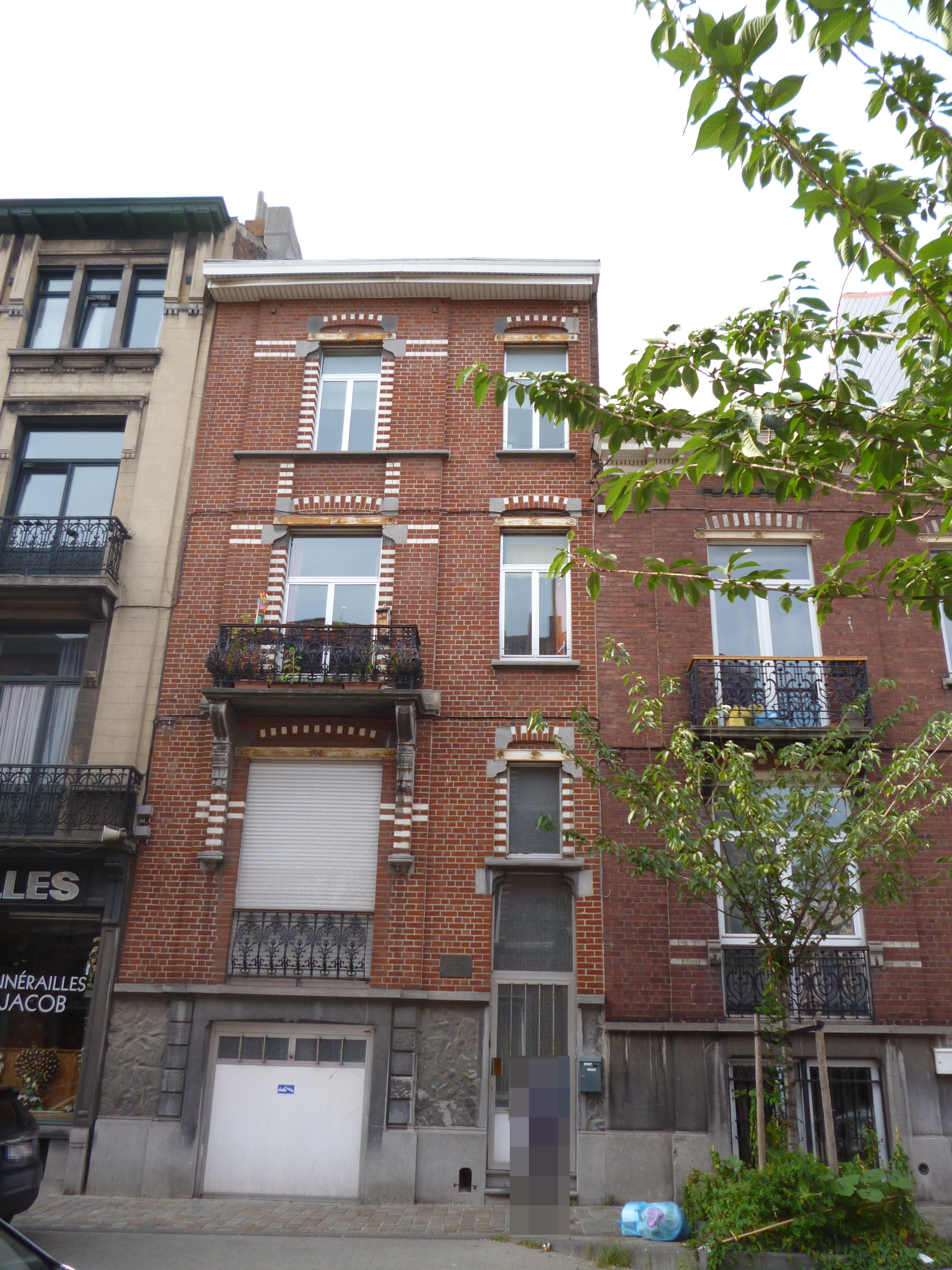
Casa natal de Hergé en Etterbeek.

Georges Prosper Remi nació en 1907, hijo de Alexis Remi (empleado de una casa de confección para niños) y Elizabeth Dufour, ama de casa.[cita requerida] Georges tuvo un único hermano, menor, Paul, con el que nunca tuvo mucho contacto.[cita requerida]
Entre 1914 y 1918 realizó sus estudios primarios  en la escuela municipal de Ixelles, al tiempo que tenía lugar la Primera Guerra Mundial.[cita requerida] Mostrando su incipiente habilidad para el dibujo, sus primeras ilustraciones en las márgenes de sus cuadernos están inspirados en la guerra.[cita requerida]
Como consecuencia de la presión del patrón de su padre, Georges es retirado de la escuela pública laica para entrar a cursar sus estudios secundarios en un colegio religioso, el Saint Boniface,[cita requerida] lo que tendrá una influencia decisiva en su posterior posicionamiento ideológico.[cita requerida] A pesar de ser un alumno destacado, por lo general el primero de su clase, nunca tomó lecciones de dibujo (con la excepción de alguna clase en la École Saint Luc).[cita requerida]
Junto con el cambio de colegio, abandonó los Boy Scouts de Bélgica (no religiosos) para afiliarse a la Federación de Boy Scouts Católicos,[cita requerida] hecho que posteriormente sería recordado por Hergé con sentimientos de culpa y casi de traición.[cita requerida] Las tramas de sus historietas estuvieron influenciadas intensamente por la ética del movimiento scout, así como por los viajes realizados en esta temprana etapa de su vida, uno de ellos a España.[cita requerida] A su época de scout también se remontan sus intereses por los pieles rojas y la fascinación por América.[cita requerida]
En su adolescencia, Hergé canalizó su pasión por el dibujo en historietas que serían publicadas en Le Boy-Scout,[cita requerida] publicación más tarde convertida en Le Boy-Scout Belge.  Fue en 1922 cuando firmó por primera vez una de estas historietas, y en 1924 cuando aparece por primera vez el seudónimo que lo acompañaría por el resto de su vida: Hergé.[cita requerida] Este nombre es simplemente sus iniciales: erre ge (Remi, Georges) pronunciadas en francés.
Si bien sus contribuciones a esta publicación eran bastante modestas, limitándose a la ilustración de algunos artículos y ocasionalmente de la portada, en julio de 1926 Hergé crea su primera serie "oficial": Totor, C.P. de los abejorros.  El protagonista seguiría apareciendo en la revista mensual hasta el año 1930.[cita requerida]
Una vez finalizados sus estudios secundarios, en 1925, Georges ingresa en Le XXème Siècle, periódico ultraconservador de orientación clerical y nacionalista.[cita requerida] No obstante, y de forma paralela a su empleo en el servicio de suscripciones de dicho periódico, seguía ilustrando las aventuras de Totor.[cita requerida]
En 1926, Hergé decidió cumplir con el servicio militar, siendo destinado al Primer Regimiento de cazadores a pie.[cita requerida] Finalmente, pasó de ser soldado raso a cabo, y luego a sargento. De manera indefectible, dedicaba al dibujo la mayor parte de su tiempo libre.[cita requerida]

## De vuelta aLe XXèmeSiècle

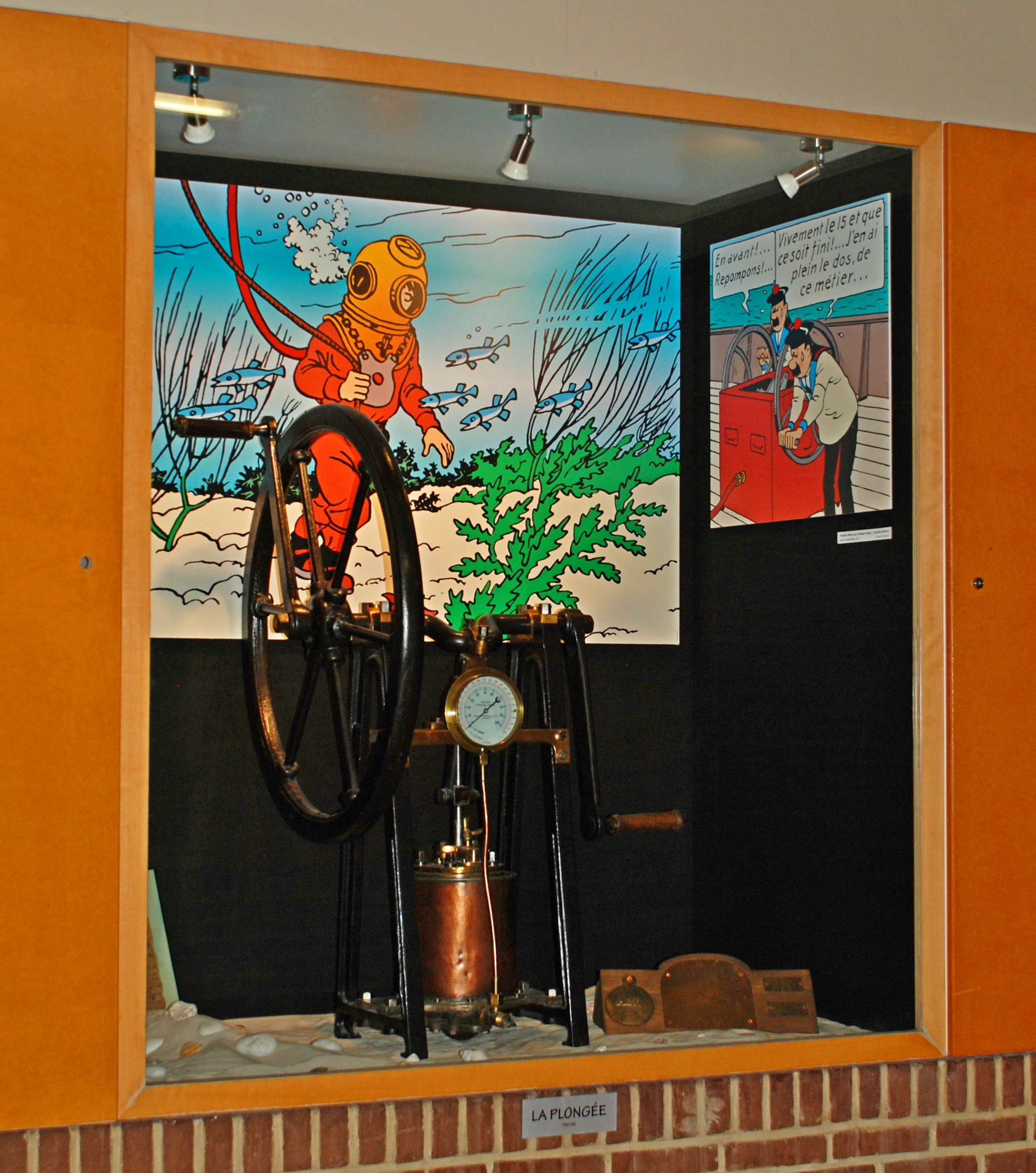
Tintín ilustrando el tema del buceo en los pasillos del Centro Deportivo Blocry de Lovaina-la-Nueva con escenas del álbum El tesoro de Rackham el Rojo.

Una vez finalizado su servicio militar, Hergé regresó al periódico en octubre de 1927, ahora como aprendiz de fotógrafo e ilustrador de páginas especiales. El abate Norbert Wallez, director de la publicación, tuvo una gran influencia sobre Remi al incitarlo a leer y a instruirse, y le confió responsabilidades de mayor alcance.
Cuando Wallez decidió ampliar el espectro al que iba dirigido su periódico con la inclusión de un suplemento para jóvenes, confió para ello en el hombre que tiempo después se comprometería con su secretaria, Germaine Kickens. El 1 de noviembre de 1928 apareció el primer número de Le Petit Vingtième, bajo la dirección de Hergé.
Aunque en un principio el dibujante se conformó con la publicación de Flup, Nénesse, Poussette et Cochonnet, tiempo después retomó a Totor.  Le cambió algunas letras a su nombre, le asignó el oficio de reportero y le añadió la compañía de un fox terrier llamado Milú. El 10 de enero de 1929, Tintín apareció por primera vez en las páginas de Le Petit Vingtième.
La primera aventura del joven reportero lo lleva a la Unión Soviética, donde se enfrenta a los bolcheviques. Al concluir su publicación semanal, en mayo de 1930, una muchedumbre de lectores se concentró en Bruselas junto a la estación de tren, donde el periódico simuló la llegada de Tintín de la URSS (en la figura de un joven vestido como Tintín con un fox-terrier). El enorme e inesperado éxito de la publicación animó a Hergé a prolongar sus aventuras.
Es en 1930 cuando Georges Remi crea otros de sus populares personajes, llamados Quique y Flupi (Quick et Flupke en idioma original), quienes permanecerían en las páginas del suplemento hasta fines de los años 30.
Mientras Hergé comenzaba a publicar la segunda aventura de Tintín, Tintín en el Congo, las andanzas del protagonista en Rusia comenzaban a aparecer en un semanario francés, el católico Coeurs Vaillants, dando inicio de esta forma a la carrera internacional del autor.
En 1932, año en que se publica Tintín en América, Hergé tiene sus primeros contactos con la editorial Casterman, que pronto será la encargada de publicar todos sus álbumes. En ese mismo año contrae matrimonio con Germaine Kieckiens, con quien se había comprometido el año anterior. El matrimonio no tuvo hijos.
Entre la publicación de Los cigarros del faraón y la de El Loto Azul, Remi mantendría uno de los encuentros más trascendentales de su vida: tras haber manifestado su intención de que una de las aventuras de Tintín transcurriera en China, un capellán sugirió que conociese a Zhang Chongren, un estudiante chino. Este fue quien lo familiarizó con la cultura oriental, y supervisó los textos en chino que aparecían en la historieta. Hergé mantendría con él una amistad durante el resto de su vida, y crearía el personaje de Tchang Tchong-Yen, gran amigo de Tintín, y que es un trasunto de Zhang Chongren (cuyo nombre, en la época, se escribía en francés como Tchang Tchong-jen, que es como aparece en las historietas originales).
A partir de 1936, una nueva serie se añade en Le Petit Vingtième: Las aventuras de Jo, Zette y Jocko. A diferencia de las otras dos series en que trabajaba el dibujante hasta entonces, la nueva historia surge a petición de los padres que dirigían Coeurs Vaillants. Temiendo que un reportero sin padres fuese un modelo poco recomendable para los lector del Vingtième, sugirieron la creación de nuevos héroes más ambientados en el entorno familiar. Hergé jamás se sentirá a gusto en esta serie, en la que no se sentía libre, y la abandonará tras cuatro historietas (la quinta será, básicamente, obra de sus colaboradores).
A la intensa actividad como historietista de Hergé, se agregó una no menos importante labor como ilustrador. Sus dibujos aparecieron en varias tapas de libros y revistas, así como también en varios trabajos publicitarios que se realizaron bajo la marca Atelier Hergé (Taller Hergé).

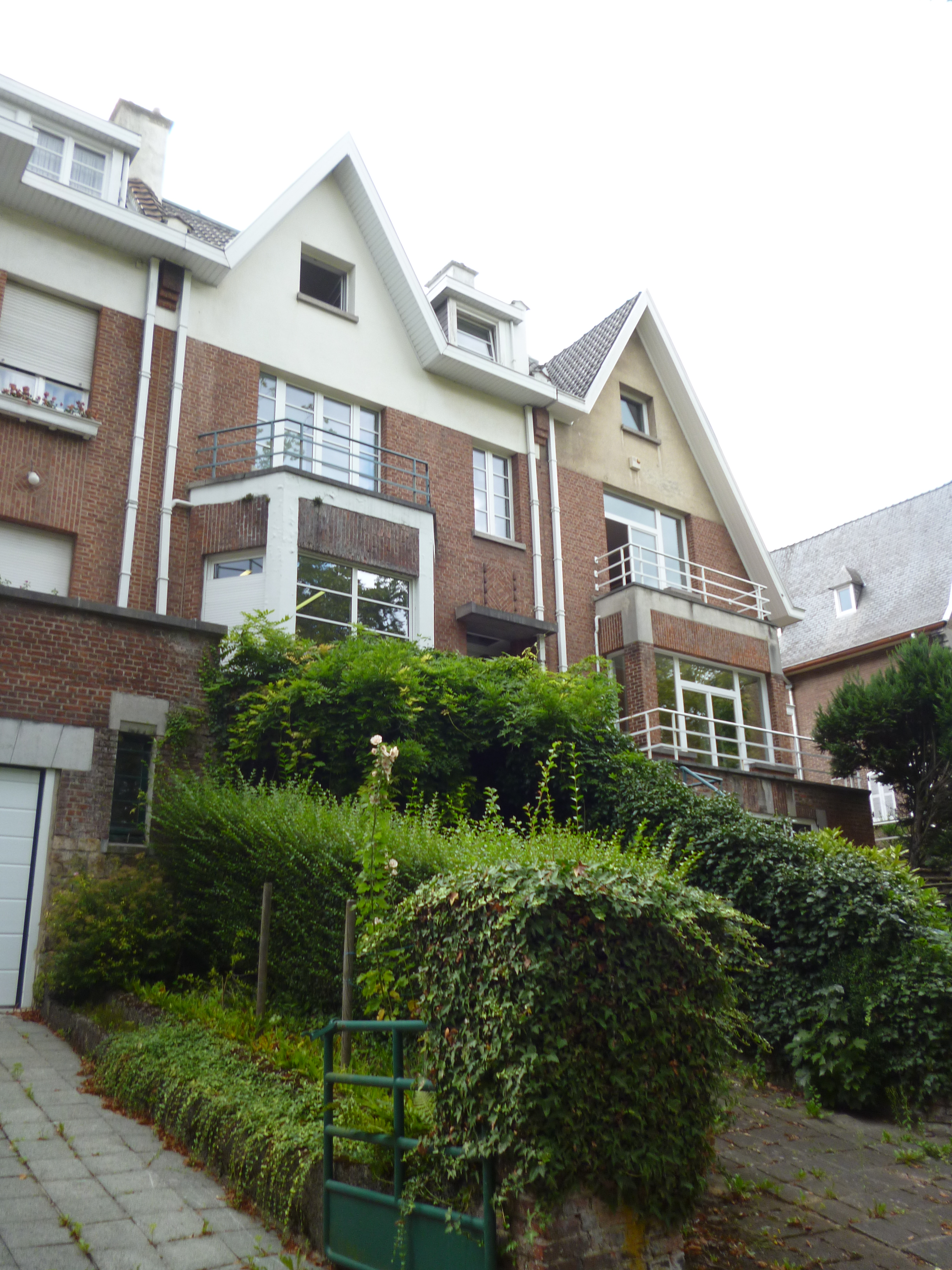
Hergé vivió en esta casa (en el 17 de la Avenue Delleur, Watermael-Boisfort) entre 1939 y 1953.

Durante la ocupación nazi de Bélgica, Hergé siguió publicando pese a que muchos profesionales de prensa habían decidido abandonar su oficio en vista de que los medios de comunicación del país habían sido puestos al servicio del ocupante alemán (popularmente llamados medios "robados"). Una vez cerrado Le XXème Siécle en 1939 (con lo que tuvo que dejar inacabada Tintín en el país del oro negro), Hergé fichó por un medio abiertamente filonazi, Le Soir, dirigido por Raymond de Becker, y fue durante esa época cuando más dibujó y más dio a conocer a su personaje. La primera de las seis historietas creadas durante la guerra será El cangrejo de las pinzas de oro. 
Durante el transcurso de la Segunda Guerra Mundial, surgieron dos factores que llevarían a una revolución en el estilo de Hergé. Primero, la escasez de papel forzó a publicar Tintín como una tira diaria de tres o cuatro viñetas, en lugar de las dos páginas semanales que eran práctica habitual en Le Petit Vingtième. En primer lugar, para crear tensión al final de cada tira en lugar de al final de cada página, Hergé tuvo que introducir gags más frecuentes y mayor ritmo en la acción. En segundo lugar, Hergé tuvo que desviar la atención de las aventuras sobre temas de actualidad para evitar controversias, girando a historias con un sabor escapista: una expedición a un meteorito (La estrella misteriosa), la búsqueda de un tesoro (El secreto del Unicornio y El tesoro de Rackham el Rojo) y la de como deshacer una antigua maldición inca (Las siete bolas de cristal y El templo del Sol).
En estas historias, Hergé ponía más énfasis en los personajes que en la trama, y de hecho los compañeros más memorables de Tintin, el capitán Haddock y el Profesor Tornasol (Professeur Tryphon Tournesol en francés), fueron añadidos en esta época. Haddock debutó en El cangrejo de las pinzas de oro, mientras que Tornasol lo hizo en El tesoro de Rackham el Rojo. El impacto de estos cambios no se reflejó en el número de lectores; en posteriores reediciones, estas historias se encuentran entre las más populares.
En 1943, Hergé conoció a Edgar Pierre Jacobs, otro dibujante de cómics, al que contrató para ayudarle a revisar los primeros álbumes de Tintín. La contribución más notable de Jacobs sería el rediseño de los vestuarios y fondos en la edición revisada de El cetro de Ottokar. Además, comenzó a colaborar con Hergé en una nueva aventura, Las siete bolas de cristal (ver arriba).

## Problemas de la posguerra
La ocupación de Bruselas finalizó el 3 de septiembre de 1944. Las aventuras de Tintín fueron interrumpidas hacia el final de Las siete bolas de cristal cuando las autoridades aliadas cerraron Le Soir. Durante el caótico periodo de postocupación, Hergé fue arrestado cuatro veces por diferentes grupos (la Seguridad del Estado, la policía judicial, el Movimiento Nacional Belga y el Frente de la Independencia) acusado de simpatizar con el Nazismo y el Rexismo. El origen de estas acusaciones se encontraba principalmente en la continua actividad profesional de Hergé bajo la ocupación nazi, lo que le valió ante muchos el calificativo de "colaboracionista", y el hecho de que con sus viñetas potenciara de una manera decisiva la distribución y venta de Le Soir controlado directamente por los nazis.
Si bien no existe un compromiso político claro en su obra y algunas de las historias publicadas antes de la guerra eran críticas con el expansionismo territorial del fascismo (principalmente  El cetro de Ottokar mostraba a Tintín trabajando en la derrota de una velada alegoría de la Anschluss, anexión de Austria a la Alemania Nazi) tampoco se ven completamente libres de sospecha. 

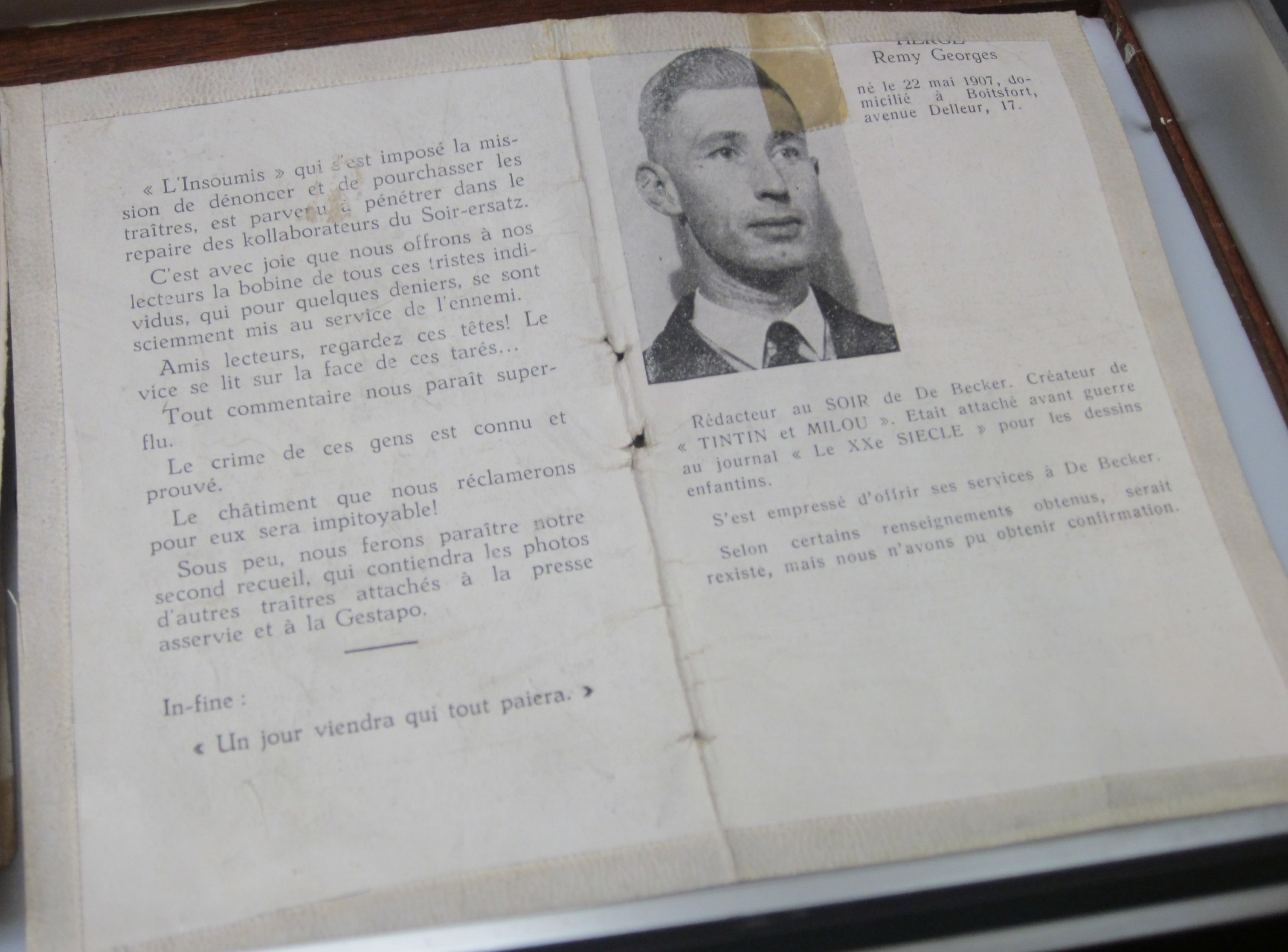
Folleto de la resistencia belga que denuncia a Hergé como traidor y colaborador nazi.

Sospechas que aparecen desde el primer álbum (Tintín en el país de los Soviets), encargado por Norbert Wallez, reconocido fascista, con el objetivo de aleccionar a los jóvenes belgas contra el comunismo y la Unión Soviética desde el suplemento juvenil del diario católico belga Le Vingtième Siècle. Las sospechas pasan también por el nada disimulado carácter racista de Tintín en el Congo y se reflejan especialmente en La estrella misteriosa donde el principal villano del álbum es un judío neoyorquino llamado Blumenstein, y en una de cuyas viñetas aparecen dos judíos estereotipados, uno de los cuales se alegra de la noticia del fin del mundo porque "así no tendría que pagar a mis proveedores". En ediciones posteriores de la obra esta viñeta se suprimió, y otra en la que la expedición rival de Tintín enarbolaba la bandera americana fue retocada. Asimismo, Hergé cambió el nombre de Blumenstein por Bohlwinkel, y le ubicó, en lugar de en Nueva York, en un país imaginario, São Rico. Sin embargo, descubrió después, con sorpresa, que Bohlwinkel era también un apellido judío.
Posteriormente tendría tiempo de arrepentirse de algunas de sus decisiones, así en marzo de 1973 declaraba en el curso de una entrevista con el Haagse Post: «Reconozco que yo también creí que el futuro de Occidente podía depender del Nuevo Orden. Para muchos la democracia se había mostrado decepcionante y el Nuevo Orden traía nuevas esperanzas. A la vista de todo lo que pasó, se trataba naturalmente de un gran error haber podido creer en ello». Ese mismo año añadiría en una entrevista con la revista flamenca Elsevier: « Mi ingenuidad de aquella época rozaba la necedad, podríamos decir que incluso la estupidez».
Debido a todo ello, y como otros antiguos empleados de la prensa controlada por los nazis, Hergé se encontró aislado del trabajo en la prensa, pasando los siguientes dos años trabajando con Jacobs, así como con una nueva asistente, Alice Devos, adaptando a color varias de las primeras aventuras de Tintín.
El exilio de Tintín finalizó el 6 de septiembre de 1946. El editor y combatiente de la resistencia Raymond Leblanc, quién había contado con el trabajo de Hergé cómo único entretenimiento durante el tiempo que permaneció oculto, proporcionó el apoyo financiero y las credenciales antinazis necesarias para lanzar la revista Tintín con Hergé. Esta publicación semanal contaba con dos páginas de las aventuras de Tintín, comenzando con lo que restaba de Las siete bolas de cristal, así como con otras tiras y artículos diversos. Tuvo un tremendo éxito, con una tirada superior a los 100.000 ejemplares semanales. Es probable que Hergé hubiera sufrido algún tipo de condena judicial de no ser por la creación de este suplemento. En ese sentido, se ha señalado a menudo que fue Tintín quien salvó a Hergé.
Tintin ha sido siempre publicitado simplemente como "por Hergé", sin mencionar a Edgar Pierre Jacobs y otros ayudantes de Hergé. Con el incremento de la contribución de Jacobs a la producción de las tiras, este comenzó a demandar un reconocimiento en los créditos (de hecho, compartieron el seudónimo Olav en una serie de pequeñas planchas elaboradas por ambos). Hergé se opuso, finalizando así su fructífera colaboración. Jacobs comenzó entonces a producir sus propios cómics, incluyendo a los aclamados Blake y Mortimer.

## Crisis personal
El incremento de esfuerzo que la revista Tintín supuso para Hergé, así como el cargo de conciencia y el resentimiento acumulados tras la fase de «depuración» de la posguerra, comenzaron a pasarle factura. En 1949, mientras trabaja en una nueva versión de Tintín en el país del oro negro (la primera versión quedó inacabada, como ya se ha dicho, debido al comienzo de la Segunda Guerra Mundial), Hergé sufre una crisis nerviosa que le obliga a tomar un brusco descanso de cuatro meses. A principios de 1950 sufre una nueva crisis trabajando en Objetivo: la Luna. Durante ambas ausencias, la revista Tintín se ve obligada a excusarse ante sus lectores, publicando, a modo de recompensa, planchas de Las hazañas de Quique y Flupi.
Para aligerar la carga de trabajo de Hergé, el 6 de abril de 1950 se crean los Estudios Hergé. Estos contaban con diversos asistentes que ayudaban a Hergé en la producción de las aventuras de Tintín, destacando entre ellos Bob De Moor, que colaboraría con Hergé en el resto de las aventuras de Tintín, con detalles y fondos tales como los espectaculares paisajes lunares de Aterrizaje en la Luna. Con la ayuda del estudio, Hergé produjo El asunto Tornasol (considerado por algunos como su mejor obra y uno de los más brillantes cómics de la historia) en 1954, seguida de Stock de coque en 1956.
Al término de este periodo, su vida personal volvía a estar en crisis. Su matrimonio con Germaine se rompía tras veinticinco años, pues se había enamorado de Fanny Vlaminck, una joven artista que acababa de unirse a los Estudios Hergé. Posteriormente, comienza a tener pesadillas recurrentes que le llevan a consultar a un psicoanalista suizo, quien le aconseja dejar de trabajar en Tintín. En lugar de eso, se embarca en la creación de Tintín en el Tíbet, posiblemente la más personal de las historias de Tintín.
Publicada en la revista Tintín desde septiembre de 1958 a noviembre de 1959, Tintín en el Tíbet lleva a Tintín al Himalaya en busca de Tchang Tchong-Yen, el joven chino con quien entablaba amistad en El Loto Azul. La aventura permitió a Hergé enfrentarse a sus pesadillas, llenando el álbum de austeros paisajes alpinos, brindándole un entorno poderosamente espacioso en el que predomina la pureza del color blanco, color que inundaba sus pesadillas. El habitualmente rico elenco de personajes fue reducido al mínimo —Tintín, el capitán Haddock y el sherpa Tharkey— mientras la historia se concentraba en la desesperada búsqueda de Tchang. Hergé llegó a reconocer a esta personal y emocional aventura como su favorita. El término de la historia pareció también señalar el fin de sus problemas: las pesadillas dejaron de atormentarle, se divorcia de Germaine en 1975 (se habían separado en 1960), y finalmente se casa con Fanny Vlaminck en 1977.

## Últimos años

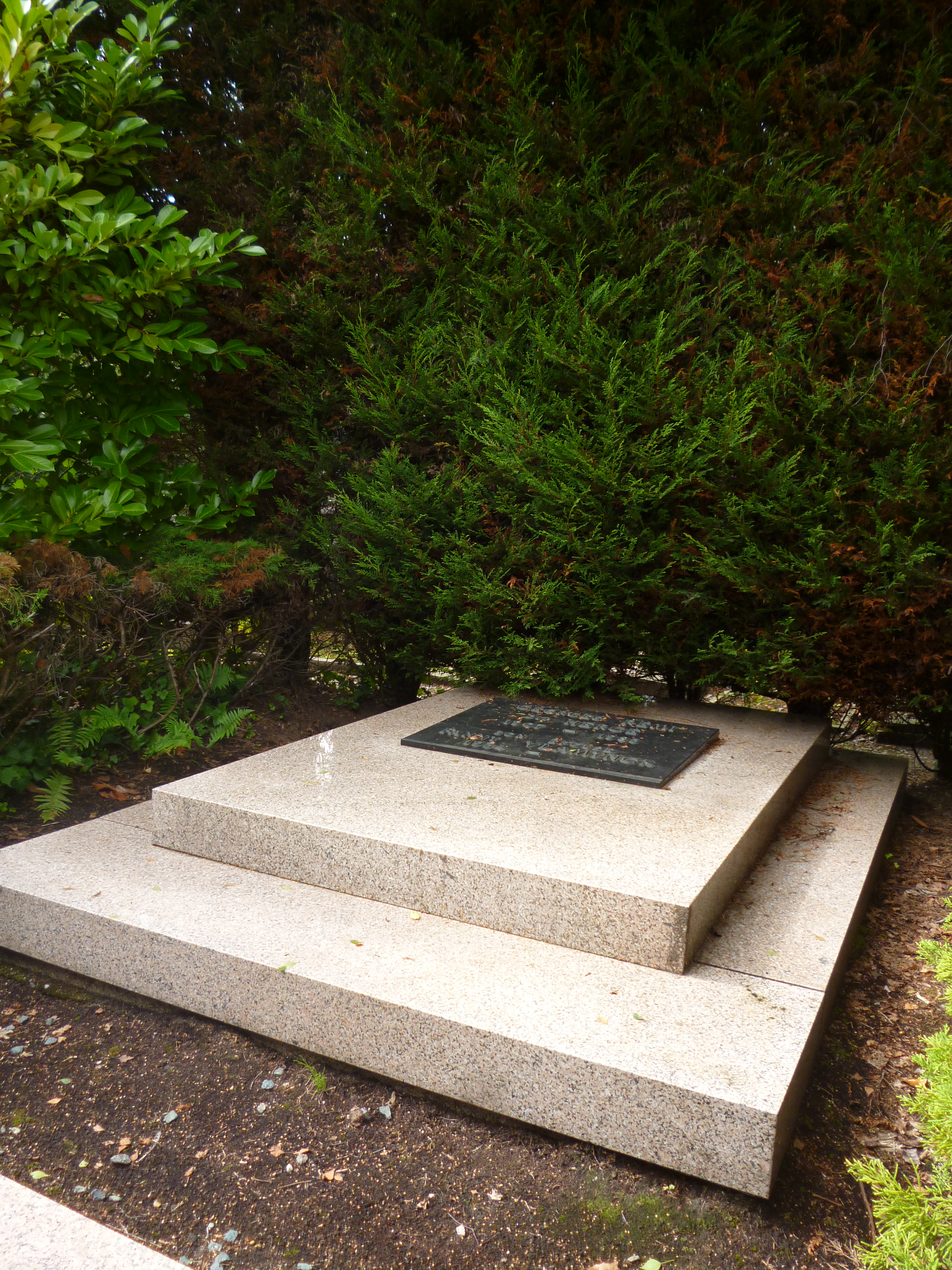
Tumba de Hergé en el cementerio de Uccle de Bruselas.

Las últimas tres aventuras completas de Tintín fueron producidas a un ritmo mucho menor: Las joyas de la Castafiore en 1961, Vuelo 714 para Sydney en 1966 y Tintín y los Pícaros en 1975. Sin embargo, por esa época Tintín comienza a aparecer en otros medios. Desde el inicio de la revista Tintín, Raymond Leblanc había usado a Tintín para merchandising y publicidad. En 1961 se estrena la primera película de Tintín: El misterio del toisón de oro, con el belga Jean-Pierre Talbot como Tintín. También se realizaron varias películas de animación, siendo la primera El templo del Sol en 1969.
El éxito financiero de Tintín permitió a Hergé dedicar mayor tiempo a los viajes. Recorre Europa ampliamente, y en 1971 visita Estados Unidos por primera vez, encontrándose con nativos americanos cuya cultura había sido fuente de fascinación para él. En 1973 visita Taiwán, aceptando una invitación cursada tres décadas antes por el gobierno del Kuomintang, en agradecimiento por El Loto Azul.
En un notable ejemplo de cómo la realidad supera a la ficción, Hergé consigue restablecer contacto con su viejo amigo Zhang Chongren, años después de que Tintín rescatase al ficticio Tchang Tchong-Yen en las últimas páginas de Tintín en el Tíbet. Tchang, de convicciones comunistas, había sido degradado a barrendero durante la Revolución Cultural, antes de convertirse en director de la academia de bellas artes de Shanghái durante la década de 1970. Volvió a Europa para reunirse con Hergé en 1981, mudándose a París en 1985, donde permaneció hasta su fallecimiento en 1998.
Hergé muere el 3 de marzo de 1983, a los 75 años, en la Clínica Universitaria Saint Luc, debido a complicaciones de la anemia que sufría desde hacía varios años, complicándose tras haber contraído el VIH en una de sus transfusiones sanguíneas de rutina, dejando inacabada la vigesimocuarta aventura de Tintín,  Tintín y el Arte-Alfa. Por su expreso deseo de no dejar a Tintín en manos de otro artista, fue publicada a título póstumo como un conjunto de bocetos y notas en 1986. En 1987, Fanny cierra los estudios Hergé, sustituyéndolos por la Fundación Hergé. En 1988, la revista Tintín deja de publicarse.
Una versión animada de Hergé hace varios cameos en la serie de TV Las aventuras de Tintín, producida por Ellipse-Nelvana.
Desde el año 2000 Tintin se publica en varios países asiáticos y sus aventuras van apareciendo poco a poco en diferentes versiones, también en blanco y negro y en páginas de mala calidad de impresión, en países como China y sus remotas regiones o Mongolia. La policía detuvo, en relación con este fenómeno de piratería, a falsificadores que habían distribuido sin permiso miles de copias pirata de sus álbumes.

## Premios
En 1973, Hergé recibió el Premio Saint-Michel, y en 1977 le fue otorgada la Medalla bermeja de la ciudad de Angulema, en Francia. En 1978, Hergé fue nombrado Oficial de la Orden de la Corona (belga), en Bruselas.

## Valoración e influencia

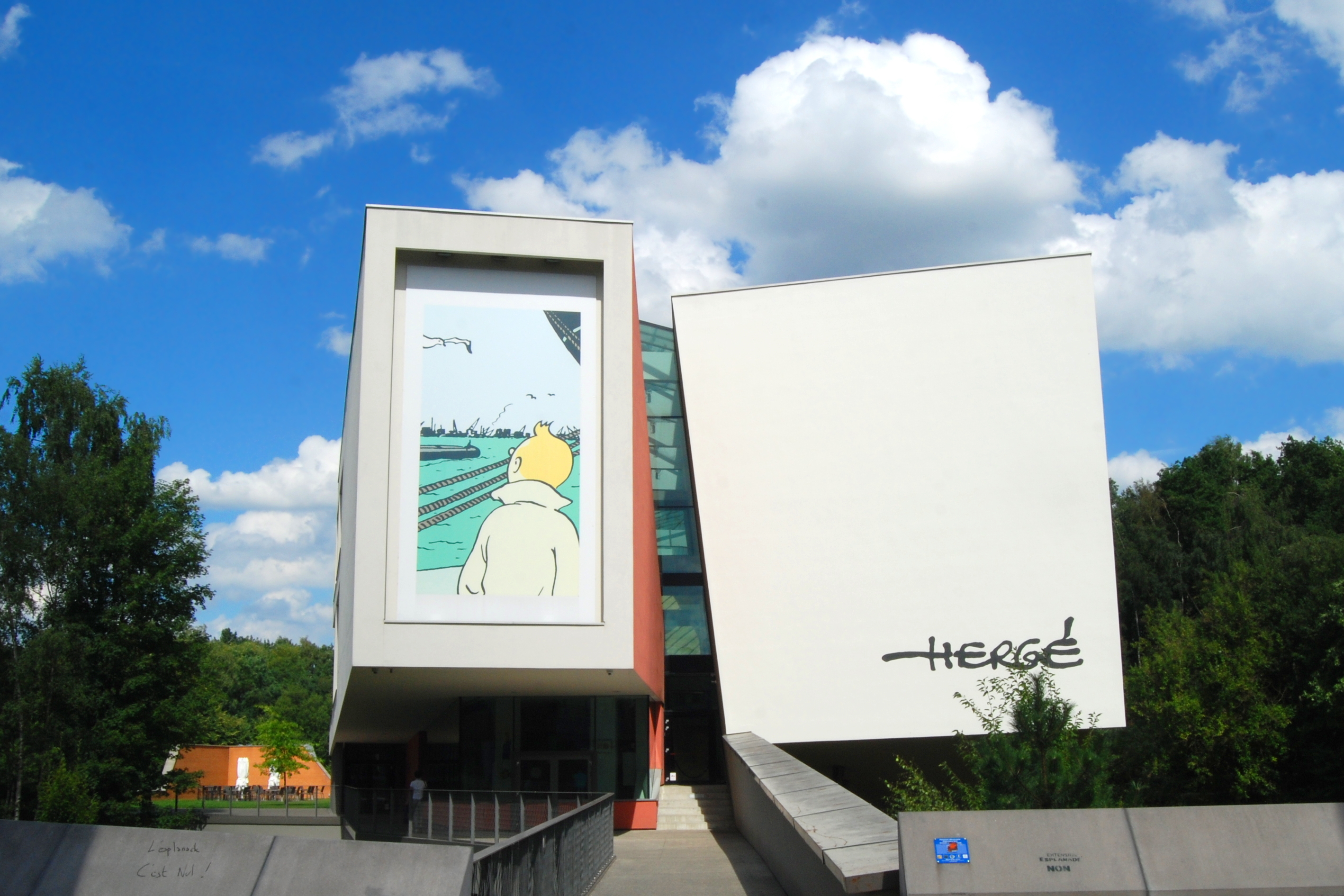
El Museo Hergé en Louvain-la-Neuve, Bélgica.

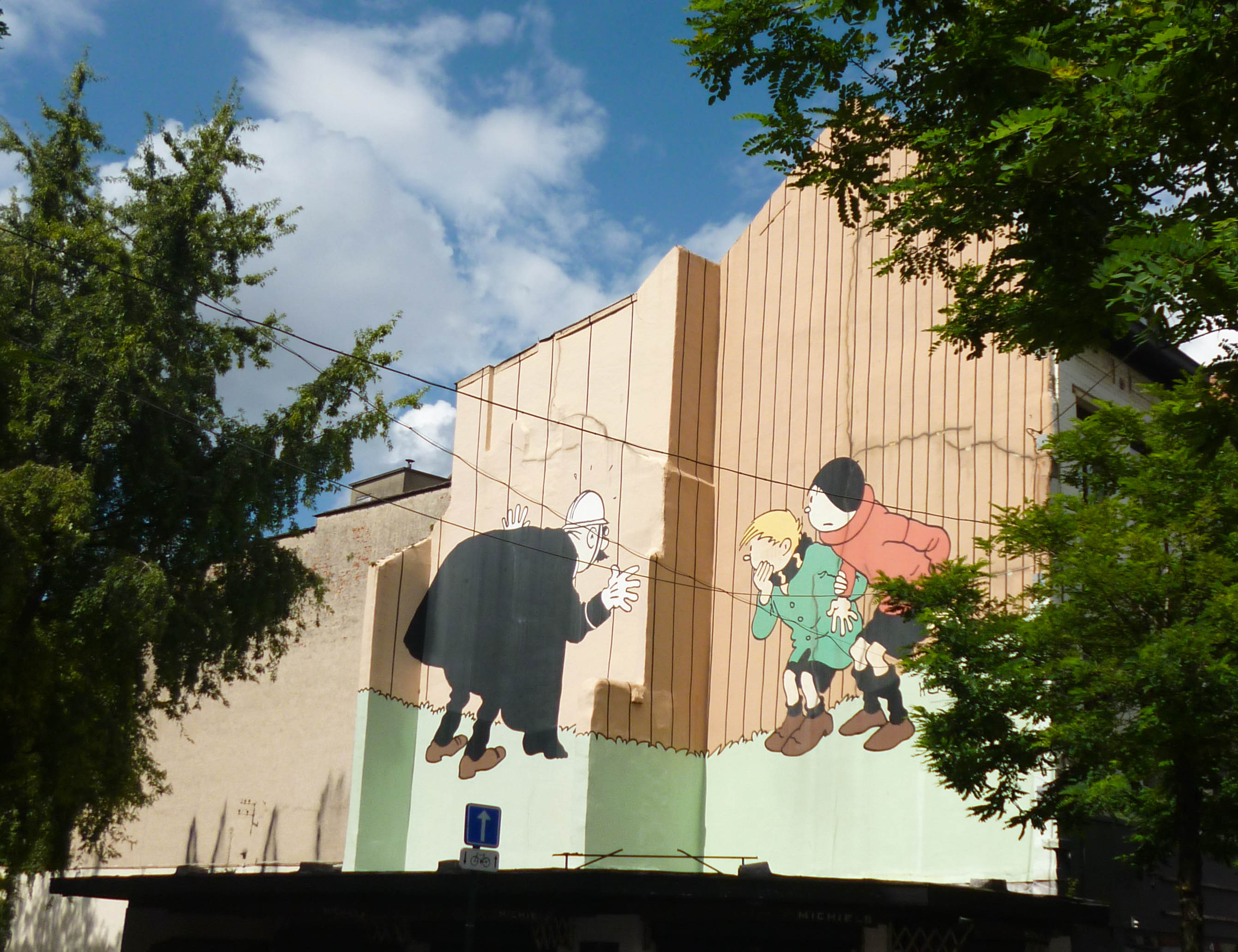
Mural en Bruselas con codazos y edredones de Hergé.

Tintín se ha convertido en un personaje que forma ya parte de la cultura universal. Su actitud de lucha contra las injusticias y su valentía para hacer frente al tirano y arrostrar un desafío allá donde se le presente, unido a su sempiterna juventud, son marcas de autor de un personaje aceptado hoy con una cierta aura de rebeldía y justicia.
La obra de Hergé, además de ostentar una gran popularidad, ha sido objeto de exposiciones y es un referente para autores posteriores, singularmente los de la línea clara. En este sentido, la revista española Cairo le dedicó un monográfico en 1983, con motivo de su fallecimiento.
En abril de 2008, el original a acuarela de Hergé para la portada de Tintín en América (Tintin en Amérique, 1932) alcanzó los 177.000 euros en una subasta, todo un récord en su momento.
En 2011, el famoso productor estadounidense Steven Spielberg llevó a la gran pantalla la película Las aventuras de Tintin.

## Obra
- Las aventuras de Tintín (24 álbumes)
- Las aventuras de Jo, Zette y Jocko (5 álbumes)
- Quique y Flupi (12 álbumes)